# Camioneros de Coslada 2018
Questa voce raccoglie le informazioni riguardanti i Camioneros de Coslada nelle competizioni ufficiali della stagione 2018.

## LNFA Serie A 2018

### Stagione regolare
| Coslada 14 gennaio 2018, ore 12:00 | Camioneros de Coslada | 38 – 0 referto | Granada Lions | Polideportivo Valleaguado |

| Coslada 20 gennaio 2018, ore 16:00 | Camioneros de Coslada | 13 – 16 referto | Murcia Cobras | Polideportivo Valleaguado |

| Alicante 4 febbraio 2018, ore 11:00 | Alicante Sharks | 0 – 35 referto | Camioneros de Coslada | Estadio Municipal de Atletismo |

| Coslada 18 febbraio 2018, ore 12:00 | Camioneros de Coslada | 42 – 16 referto | Valencia Giants | Polideportivo Valleaguado |

| Maracena 3 marzo 2018, ore 16:30 | Granada Lions | 0 – 44 referto | Camioneros de Coslada | Ciudad Deportiva |

| Murcia 10 marzo 2018, ore 17:00 | Murcia Cobras | 7 – 0 referto | Camioneros de Coslada | Complejo Municipal José Barnés |

| Coslada 24 marzo 2018, ore 16:00 | Camioneros de Coslada | 42 – 0 referto | Alicante Sharks | Polideportivo Valleaguado |

| Catarroja 15 aprile 2018, ore 12:00 | Valencia Giants | 0 – 47 referto | Camioneros de Coslada | Polideportivo Municipal |

### Playoff
| Coslada 28 aprile 2018, ore 17:00 | Camioneros de Coslada | 42 – 0 referto | Alicante Sharks | Polideportivo Valleaguado |

| Las Rozas de Madrid 5 maggio 2018, ore 17:00 | Las Rozas Black Demons | 22 – 12 referto | Camioneros de Coslada | Campo de Rugby El Cantizal |

## LMFA11 2018

### Stagione regolare
| Tres Cantos 11 novembre 2018, ore 16:00 | Tres Cantos Jabatos | 7 – 47 | Camioneros de Coslada | Polideportivo de La Luz |

| Coslada 25 novembre 2018, ore 12:00 | Camioneros de Coslada | 37 – 0 | Madrid Capitals | Polideportivo Valleaguado |

### Playoff
| Coslada 15 dicembre 2018, ore 12:00 | Camioneros de Coslada | 51 – 0 | Tres Cantos Jabatos | Polideportivo Valleaguado |

## XXIII Copa de España

### Fase a eliminazione diretta
| Las Rozas de Madrid 1º dicembre 2018, ore 17:00 | Las Rozas Black Demons | 21 – 7 referto | Camioneros de Coslada | Campo de Rugby El Cantizal |

## Statistiche di squadra
| Competizione             | %Vittorie | In casa | In casa | In casa | In casa | In casa | In casa | In trasferta | In trasferta | In trasferta | In trasferta | In trasferta | In trasferta | Totale | Totale | Totale | Totale | Totale | Totale |
| Competizione             | %Vittorie | G       | V       | N       | P       | Pf      | Ps      | G            | V            | N            | P            | Pf           | Ps           | G      | V      | N      | P      | Pf     | Ps     |
| ------------------------ | --------- | ------- | ------- | ------- | ------- | ------- | ------- | ------------ | ------------ | ------------ | ------------ | ------------ | ------------ | ------ | ------ | ------ | ------ | ------ | ------ |
| LNFA Stagione regolare   | .875      | 4       | 3       | 0       | 1       | 135     | 32      | 4            | 3            | 0            | 1            | 126          | 7            | 8      | 6      | 0      | 2      | 261    | 39     |
| LNFA Playoff             | .500      | 2       | 1       | 0       | 0       | 42      | 0       | 1            | 0            | 0            | 1            | 12           | 22           | 2      | 1      | 0      | 1      | 54     | 22     |
| LMFA11 Stagione regolare | 1.000     | 1       | 1       | 0       | 0       | 37      | 0       | 1            | 1            | 0            | 0            | 47           | 7            | 2      | 2      | 0      | 0      | 84     | 7      |
| LMFA11 Playoff           | 1.000     | 1       | 1       | 0       | 0       | 51      | 0       | 0            | 0            | 0            | 0            | 0            | 0            | 1      | 1      | 0      | 0      | 51     | 0      |
| Coppa                    | .000      | 0       | 0       | 0       | 0       | 0       | 0       | 1            | 0            | 0            | 1            | 7            | 21           | 1      | 0      | 0      | 1      | 7      | 21     |
| Totale                   | .714      | 8       | 6       | 0       | 1       | 265     | 32      | 6            | 4            | 0            | 3            | 192          | 57           | 14     | 10     | 0      | 4      | 457    | 89     |